# Viazzi (cognome)

Stemma della famiglia Viazzi

Viazzi è un cognome italiano con piccola base demografica e diffuso quasi esclusivamente nel Basso Piemonte e in Liguria.
Il centro di origine di questo cognome deve individuarsi nell'antica Terra romana di Spigno Monferrato e da questa diramò in centri limitrofi.

## Etimologia
Appartiene alla categoria dei cognomi derivati da nome personale, in questo caso dal nome romano Vetius, Viatius presente nelle epigrafi dell'età classica scoperte in molti luoghi del Piemonte. Un'epigrafe dell'età imperiale, trascritta da Theodor Mommsen, riporta il nome personale latino Viax che nella grafia medievale degli scribi diviene anch'esso Viatius. Viazo nell'italiano antico e nel provenzale (viatz) sta per sollecito.

## Varianti
Viazzo. Varianti antiche: Viaccio, Viacii, de Viaciis, Viatio, Viatii, de Viatiis, Viazzo.

## Persone
- Carlo Alberto Viazzi (1895-1952), avvocato, Maggiore dei Bersaglieri, pluridecorato
- Cesare Viazzi (1857-1953), pittore
- Cesare Viazzi, dirigente RAI, giornalista contemporaneo
- Pio Viazzi (1868-1914), politico e giurista
- Tito Giuseppe Viazzi (1816-1887), Maggiore di Fanteria dell'Esercito sardo, decorato alla Battaglia di S. Martino
- Glauco Viazzi è lo pseudonimo dell'armeno Jusik Achraflan (1920 - 1980) critico letterario e cinematografico.
- Alberto Viazzi (1967) giornalista Rai.